# Antonio Draghi
Antonio Draghi (Rimini, 17 janvier 1634 – Vienne, 16 janvier 1700) est un compositeur et librettiste italien, actif principalement en Autriche. Il est probablement le frère du compositeur Giovanni Battista Draghi. Dans les dernières décennies du XVIIe siècle, il est l'un des compositeurs les plus importants à Vienne, spécialisé dans la composition d'opéras et d'oratorios.

## Biographie
La première information biographique sur Antonio Draghi remonte à 1645, lorsqu'il entre comme soprano, âgé de onze ans, dans le chœur (composé de sopranos-garçons et de chantres/choristes adultes professionnels) attaché à la chapelle musicale de la basilique Saint-Antoine de Padoue. Dans cet ensemble il exerce en compagnie de son oncle Francisco Florido (qui est nommé organiste et joueur d'instruments à cordes). Il continue à chanter au sein de la même chapelle, en tant que contralto, à partir d'août de l'année 1648 et, après avoir mué, chante comme basse avec les adultes du chœur, à partir du mois d'octobre 1649 jusqu'en décembre 1651.
En 1658, il commence sa longue carrière à la cour impériale de Vienne. Dans un premier temps, il occupe un poste de chantre/choriste et commence son travail de librettiste : son premier livret a été Almonte. Il continue pendant quelques années à écrire des livrets d'opéras pour des compositeurs tels qu'Antonio Bertali et Pietro Andrea Ziani. Il fait ses débuts dans l'opéra en 1666, avec La Mascherata (La Mascarade).
Avec les années, il progresse jusqu'aux postes musicaux les plus élevés de la cour des Habsbourg : en 1668 l'impératrice Eleonora le nomme Kapellmeister (maître de la chapelle impériale). Johann Heinrich Schmelzer meurt en 1680, et le 1er janvier 1682, Draghi occupe la position de Kapellmeister de la cour (directeur de la musique à la cour impériale), charge qu'il occupe jusqu'à sa mort.

## Œuvres (sélection)
En accord avec ce qui est composé à Venise à son époque, mais avec plus de chœurs et de ballets dans ses œuvres, Draghi compose environ 170 opéras. Il écrit également beaucoup de musique religieuse, dont un grand nombre de motets et quelque cinquante oratorios,. Parmi ses œuvres profanes, les plus importantes sont :
- La Mascherata, 1666
- Gundeberga[3], 1672
- Turia Lucrezia[4], 1675
- Rodogone[5], 1677
- La magnanimità di Marco Fabrizio, 1695.

Parmi ses oratorios il faut citer Il Terremoto (« Le Tremblement de terre », Vienne, 1682) qui relate un épisode de la Passion du Christ situé juste après sa mort. La partition a été récemment donnée (2017) en mode « mise en espace », à Cracovie, par Le Poème harmonique, dans le cadre du Festival Misteria Paschalia (pl).

## Discographie
- La vita nella morte, oratorio du Sépulcre - Roberta Invernizzi, Cristiana Presutti, Eléna Cecchi Fedi, sopranos ; Olga Gurkovska, alto ; Rodrigo del Pozo, ténor ; Fulvio Bettini, baryton ; Antonio Abete, basse ; Ensemble baroque de Limoges, dir. Christophe Coin (13-17 octobre 1997, Astrée) (OCLC 796204012)
- Oratorio di Sant'Agata [Vienne, 1675] - Elena Cecchi Fedi (Sant'Agata), Jean Nirouet (Prefetto), Crisitana Arcari (Afrodita), Aurio Tomicich (San Pietro), Donatella Casa (Angelo), Silvia Di Palma (récitante) ; Cappella Musicale Theatina, Ensemble Seicento-Novecento, dir. Flavio Colusso (2007, MR Classics 10097) (OCLC 963546852)
- El Prometeo [Vienne, 1669] - Leonardo García Alarcón, Cappella Mediterranea, Chœur de chambre de Namur (2018, Alpha)